# Mycovellosiella
Mycovellosiella is een geslacht van schimmels dat behoort tot de familie Mycosphaerellaceae. De soorten van dit geslacht komen voor in Europa, Noord-Amerika en Australië. 

## Taxonomie
Het geslacht werd omschreven door Eugenio dos Santos Rangel in Arch. Jard. bot. Rio de Janeiro vol.2 op pagina 71 in 1917. De geslachtsnaam Mycovellosiella is ter ere van José Mariano de Conceição Vellozo (1742–1811), een Braziliaanse botanicus.

## Soorten
Volgens Index Fungorum telt het geslacht 34 soorten (peildatum augustus 2023): 
| Soortnaam                              | Auteur(s)                                   | Publicatiejaar |
| -------------------------------------- | ------------------------------------------- | -------------- |
| Mycovellosiella adinae                 | Firdousi, A.N. Rai, A.S. Mishra & K.M. Vyas | 1993           |
| Mycovellosiella adinicola              | Bhalla & A.K. Sarbhoy                       | 2000           |
| Mycovellosiella aegles                 | Kharwar & R.K. Singh                        | 2003           |
| Mycovellosiella ambrosiae              | (L.S. Olive) Deighton                       | 1974           |
| Mycovellosiella atylosae-scarabaeoides | S.K. Singh                                  | 2004           |
| Mycovellosiella bellynckii             | (Westend.) Constant.                        | 1982           |
| Mycovellosiella brideliae              | P. Kumar & Kamal                            | 1981           |
| Mycovellosiella clausenae              | Tak. Kobay., Manohar. & Wahyuno             | 1993           |
| Mycovellosiella costeroana             | (Petr. & Cif.) X.J. Liu & Y.L. Guo          | 1988           |
| Mycovellosiella cucurbiticola          | (Speg.) Deighton                            | 1974           |
| Mycovellosiella deightonii             | Katsuki & Y. Harada                         | 1973           |
| Mycovellosiella fici-cuneae            | Bhalla, N. Srivast. & Kamal                 | 1996           |
| Mycovellosiella gorakhpurensis         | P. Kumar & Kamal                            | 1981           |
| Mycovellosiella hyalofilispora         | (J.M. Yen) J.M. Yen                         | 1981           |
| Mycovellosiella hymenodictyi           | (Petr.) U. Braun                            | 1995           |
| Mycovellosiella iresines               | Munt.-Cvetk.                                | 1960           |
| Mycovellosiella litseae                | Meenu, Bhalla & S.K. Singh                  | 1996           |
| Mycovellosiella malvastri              | (Linder) Deighton                           | 1974           |
| Mycovellosiella minax                  | (Davis) Deighton                            | 1974           |
| Mycovellosiella mucunae                | Kharwar, P.N. Singh & R.K. Chaudhary        | 1996           |
| Mycovellosiella myrtacearum            | A.N. Rai, B. Rai & Kamal                    | 1986           |
| Mycovellosiella oryzae                 | (Deighton & D.E. Shaw) Deighton             | 1979           |
| Mycovellosiella paradoxa               | Munt.-Cvetk.                                | 1960           |
| Mycovellosiella phaseoli               | (O.A. Drumm.) Deighton                      | 1974           |
| Mycovellosiella pseudoidium            | (Speg.) U. Braun                            | 1993           |
| Mycovellosiella pyri                   | (Farl.) U. Braun                            | 1993           |
| Mycovellosiella pyrina                 | (Ellis & Everh.) U. Braun                   | 1993           |
| Mycovellosiella robbsii                | R.W. Barreto & F.S. Marini                  | 2002           |
| Mycovellosiella rosea                  | (G. Winter) U. Braun                        | 1993           |
| Mycovellosiella rubiacearum            | A.N. Rai, Kamal & Shiv K. Singh             | 1982           |
| Mycovellosiella sidae                  | (L.S. Olive) Deighton                       | 1974           |
| Mycovellosiella terminaliae            | Kharwar & R.K. Singh                        | 2003           |
| Mycovellosiella verbascifolii          | Munt.-Cvetk.                                | 1960           |
| Mycovellosiella viticis                | Kharwar, P.N. Singh & R.K. Chaudhary        | 1996           |